# پایگاه آب‌نشین لیک هود
پایگاه آب‌نشین لیک هود  (به انگلیسی: Lake Hood Seaplane Base) یک فرودگاه همگانی بهره‌برداری هوایی است که یک باند فرود آب دارد و طول باند آن ۱۳۸۴ متر است. این فرودگاه در شهر انکوریج کشور ایالات متحده آمریکا قرار دارد و در ارتفاع ۲۲ متری از سطح دریا واقع شده‌است.